# Herabai Tata
Herabai Tata (Bombaim, 1879 – 1941) foi uma ativista pelos direitos das mulheres e sufragista indiana. Em 1909 Tata, que era de origem pársi, desenvolveu um interesse pela Teosofia e em poucos anos conheceu Annie Wood Besant. Por volta da mesma época, em 1911, ela conheceu Sophia Duleep Singh, sufragista britânica de origem indiana que influenciou seu desenvolvimento como sufragista. Fundadora e secretária geral da Associação Feminina Indiana, Tata tornou-se uma das mulheres que pediram pela emancipação antes das reformas Montagu-Chelmsford do governo em 1917.
Quando as reformas propostas não incluíram o sufrágio feminino, Tata e outras feministas começaram a protestar e publicar artigos sobre a necessidade do voto. Referida ao Comitê de Southborough para desenvolver os regulamentos eleitorais para a implementação das reformas de Montagu-Chelmsford, ela escreveu um artigo para o The Times of India argumentando que, como alguns municípios já permitiam que as mulheres votassem, estender o direito era justificado. No entanto, o Comitê de Southborough também rejeitou a inclusão da emancipação para mulheres e enviou suas recomendações ao Comitê de Seleção Conjunta da Câmara dos Lordes e Comuns. Tata foi escolhida pelo Comitê Sufragista de Bombaim para viajar para a Inglaterra para apresentar o caso a favor do sufrágio ao Comitê Conjunto.
Compilando um relatório para fundamentar a reivindicação pelo direito ao voto, Tata e sua filha Mithan fizeram duas apresentações ao governo e viajaram por todo o país para tentar obter apoio para sua causa. Ela publicou artigos em vários periódicos e fez inúmeros discursos, inspirando pessoas e organizações a inundar o Escritório da Índia com endossos. Embora incapaz de influenciar a lei de reforma para incluir o sufrágio completo para as mulheres, o projeto de lei final permitiu disposições para as províncias indianas darem direito à liberdade das mulheres, se assim decidissem. Vivendo na Inglaterra, Tata e sua filha matricularam-se em cursos na London School of Economics e permaneceram lá até 1924. Ela continuou a trabalhar pelo direito ao voto e pela legislação que protegia as crianças até que seu marido se feriu em um acidente e solicitou seus cuidados. Tata faleceu em 1941 e é lembrada como uma das mais proeminentes sufragistas no início da luta pelo sufrágio feminino na Índia.

## Início de vida
Herabai nasceu em 1879 em Bombaim, na época parte da Índia britânica. Aos dezesseis anos de idade ela casou-se com Ardeshir Bejonji Tata, funcionário de uma fábrica de tecidos. A família era de origem pársi. Em 2 de março de 1898 a filha do casal, Mithan, nasceu em Maharashtra. Eles logo mudaram-se para Phulgaon, próximo a Nagpur, onde Ardeshir trabalhou em uma fábrica têxtil como mestre tecelão assistente. Ardeshir tinha pensamentos progressistas sobre a educação feminina, e contratou professores particulares para ajudar Tata em seu desejo de continuar sua educação. Ocupando um cargo em uma fábrica em Ahmedabad, a família permaneceu lá até 1913, quando se mudou para Bombaim, onde Ardeshir tornou-se gerente de uma grande fábrica têxtil.

## Ativismo

### Início
Em 1909, Herabai Tata tornou-se interessada pela Teosofia e começou a frequentar convenções em Adyar, Madras e Benares. Na convenção de 1912, em Benaras, ela conheceu Annie Wood Besant, que havia se tornado presidente da Sociedade Teosófica de Adyar em 1908. Em 1911, durante uma viagem na Caxemira com sua filha, Tata conheceu a sufragista Sophia Duleep Singh. Encantada pelo seu entusiasmo com a causa e após ler a literatura que Singh a enviou posteriormente, Tata tornou-se ativa na luta pela emancipação feminina. Em 1916, as discussões sobre a Liga de Autogoverno de Toda a Índia começaram a aumentar e as investigações de Montagu começaram. Edwin Montagu, Secretário de Estado para a Índia, e Lord Chelmsford, Vice-rei da Índia, viajaram ao país com o objetivo de solicitar opiniões sobre uma limitada devolução política do poder britânico.
Em 1917, Margaret Cousins fundou a Associação Feminina Indiana em Adyar para criar um veículo para as mulheres influenciarem a política governamental. Annie Besant e Tata foram membros fundadores da organização ao lado de outras mulheres. Besant tornou-se presidente e Tata foi nomeada secretária geral da organização. Cousins conseguiu uma audiência com Montagu para apresentar as demandas políticas das mulheres. Em 15 de dezembro de 1917, Sarojini Naidu liderou uma delegação de 14 mulheres importantes de toda a Índia para apresentar o apelo para incluir o sufrágio feminino na nova Lei de Emancipação, em desenvolvimento pelo Governo da Índia. Como parte da delegação, Tata fez um apelo veemente para que as mulheres fossem incluídas como "pessoas" e não proibidas de votar como se fossem estrangeiras, crianças ou lunáticas.
Apesar dos seus esforços, quando as reformas Montagu-Chelmsford foram introduzidas em 1918, nenhuma recomendação foi feita para a emancipação das mulheres. As sufragistas prepararam petições e as enviaram para legislaturas e conferências. Além disso, publicaram atualizações sobre a causa na revista Stri Dharma, pedindo apoio ao empoderamento político feminino como parte do movimento anti-colonial contra o Reino Unido.
Como próximo passo do processo, o Comitê de Southborough foi formado para desenvolver os regulamentos eleitorais para a implementação das reformas de Montagu-Chelmsford. O relatório publicado em abril de 1919 também rejeitou a inclusão do sufrágio feminino, pois sentiam que a sociedade conservadora seria contra. Tata publicou sua justificativa para a emancipação das mulheres no The Times of India em junho argumentando que, como as mulheres já podiam votar nas eleições municipais de Bombaim, a extensão do voto não era uma ideia nova. Em julho, as mulheres de Bombaim organizaram uma reunião de protesto onde Tata discursou. Quando o Lorde Southborough enviou seu relatório ao Comitê de Seleção Conjunta da Câmara dos Lordes e Comuns, o Comitê Sufragista de Bombaim decidiu enviar Tata e sua filha Mithan para depor junto com Sankaran Nair.

### Mudança para a Inglaterra
O Comitê Sufragista de Bombaim financiou a viagem com fundos fornecidos pelo Grupo Tata. No entanto, como nem todas as despesas foram pagas, o marido de Tata, Ardeshir, providenciou o dinheiro restante necessário. Ela escreveu para pessoas influentes de várias organizações para obter seu apoio e foi uma palestrante ativa em eventos. Mãe e filha compilaram vários relatórios sobre emancipação feminina para fundamentar seu caso a favor da concessão do voto às mulheres. Besant e Naidu apresentaram pedidos de emancipação em agosto. Em setembro de 1919, Tata apresentou o memorando Why Should Women Have Votes ao Escritório da Índia. Enquanto esteve na Inglaterra, a família Tata discursou em várias reuniões públicas e eventos de sufragistas britânicas, viajando para "Birkenhead, Bolton, Edimburgo, Glasgow, Harrogate, Liverpool, Manchester e Newcastle" para ganhar o apoio de outras mulheres. Elas tiveram muito sucesso em seus apelos, o que resultou em inúmeras resoluções de apoio ao sufrágio feminino enviadas ao Escritório da Índia. Tata também enviava correspondências regulares para Jaiji Petit, presidente do Comitê de Sufrágio Feminino de Bombaim. Tata e sua filha participaram de uma segunda apresentação antes do Comitê de Seleção Conjunta em 13 de outubro. Elas também estiveram presentes na leitura final do projeto de lei em dezembro de 1919, o que incluiu uma cláusula que permitia que as províncias indianas emancipassem as mulheres, se assim o quisessem.
Inicialmente com planos de ficar até o final do ano, Tata e sua filha decidiram permanecer na Inglaterra quando Mithan foi aceita em um programa de pós-graduação na London School of Economics. Tata também matriculou-se na instituição e, embora não tenha obtido um diploma, fez cursos entre 1919 e 1922 de administração, economia, e ciências sociais. Durante a sua estadia na Inglaterra, Tata trabalhou de forma ativa para desenvolver apoio à atividade política das mulheres. Ela publicou artigos em periódicos como The Vote e United India. Essas atividades nem sempre foram bem-vistas na Índia, pois Tata foi criticada pelo Young India quando um artigo publicado em 1920 alegava que ela não estava lutando contra o colonialismo britânico, mas sim buscando ajuda de seus colonizadores. Naquele ano ela participou do oitavo congresso da Aliança Internacional pelo Sufrágio Feminino (IWSA; atual Aliança Internacional da Mulher), sediado em Genebra, Suíça. Em 1923 ela foi uma das delegadas do nono congresso da IWSA, em Roma. Embora não tenha sido eleita, Tata foi indicada ao cargo de membro do conselho nacional, a primeira vez que mulheres indianas puderam qualificar-se para cargos administrativos da organização.

### Retorno à Índia
Em 1924 Tata e sua filha retornaram à Índia. Naquele ano, ela organizou uma conferência pública com vários grupos femininos a fim de fornecer sugestões sobre um projeto de lei pendente para crianças. Entre as sugestões enviadas ao governo estavam disposições para permitir que as mulheres participassem da redação da lei, aumento das penas por "forçar uma menina à imoralidade", reconhecimento das mulheres como pais em igualdade de condições com os homens e colocação de magistradas no Juizado de Menores. Em 1925, quando o Conselho Nacional de Mulheres na Índia (NCWI) foi formado, Tata juntou-se à organização com a sua filha Mithan. Um ferimento que fez com que seu marido perdesse a visão. Isso reduziu a capacidade de Tata de participar do ativismo como antes, pois tornou-se sua cuidadora.

## Morte e legado
Tata faleceu em 1941. Mesmo que boa parte do seu legado tenha sido ofuscado pela sua filha mais conhecida, Tata é reconhecida como uma das figuras centrais na luta pelo sufrágio feminino na Índia. Geraldine Forbes, professora de história e diretora do departamento de estudos femininos da Universidade do Estado de Nova Iorque, disse que Tata era a "verdadeira soldado" da campanha pela emancipação feminina na Índia.